# St. Maria und Anna (Wörnitzostheim)

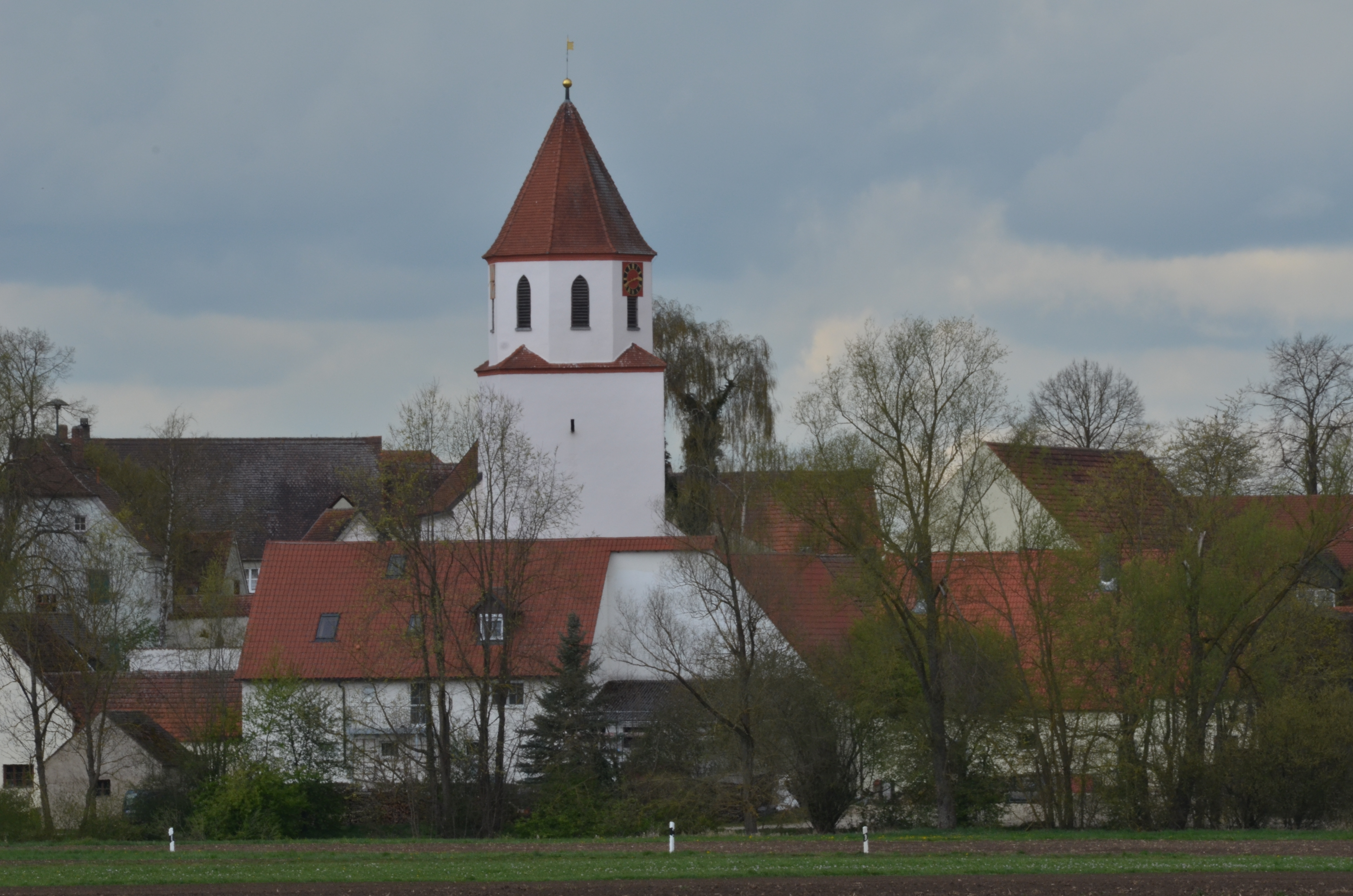
Wörnitzostheim mit St. Maria und Anna

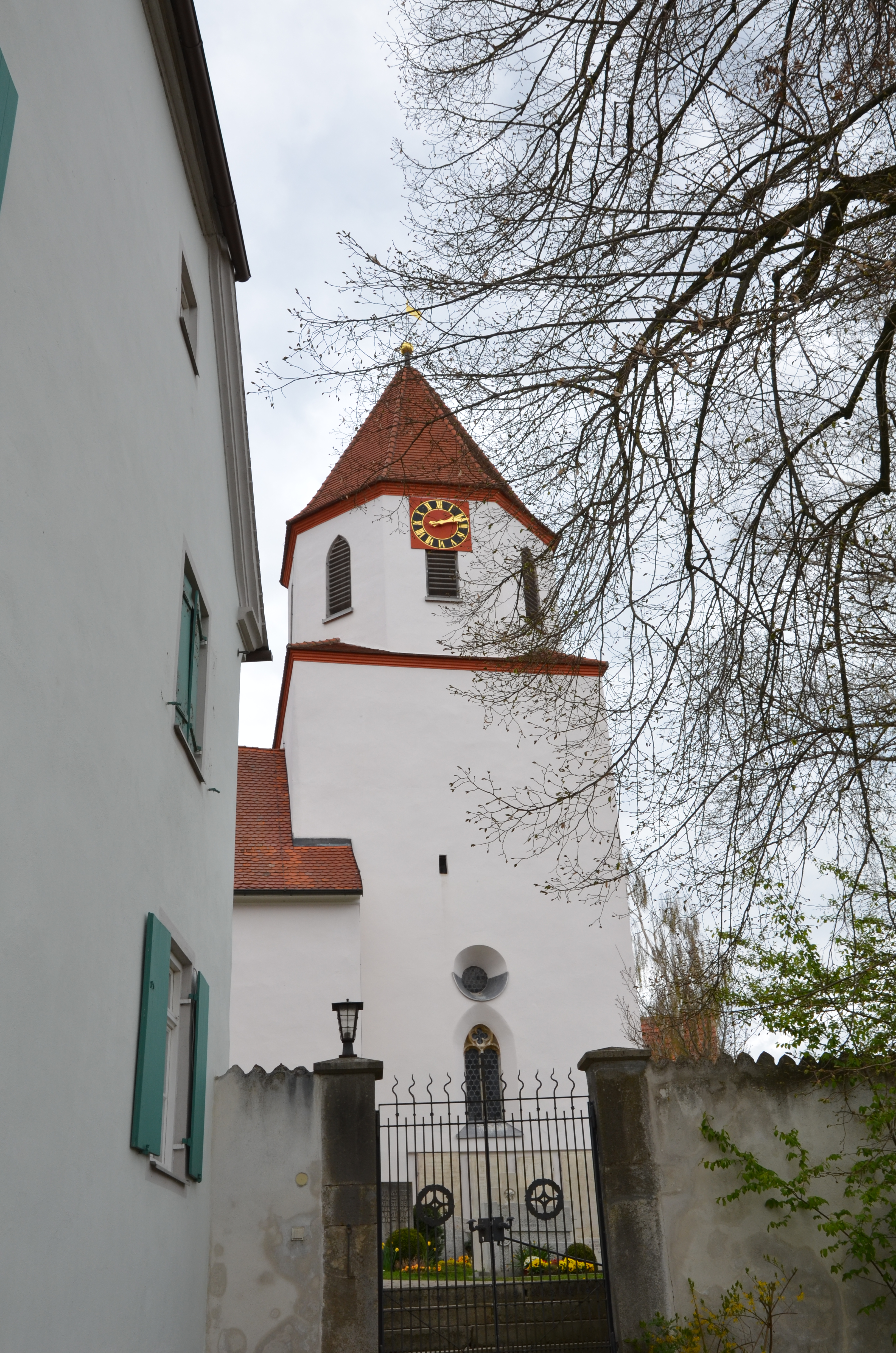
Turm, Unterbau um 1200

Die evangelische Pfarrkirche St. Maria und Anna in Wörnitzostheim, einem Gemeindeteil von Alerheim im schwäbischen Landkreis Donau-Ries in Bayern, wurde bereits im Mittelalter errichtet. Die Kirche im ummauerten Friedhof ist ein geschütztes Baudenkmal.

## Geschichte
Die erste Erwähnung einer Kirche in Wörnitzostheim ist für 1399 überliefert. Das Patronatsrecht lag beim Hause Oettingen. Der Turmunterbau ist vermutlich um 1200 entstanden. Das heutige Langhaus wurde Ende des 17. Jahrhunderts errichtet. Im Jahr 1825 wurde nach dem Einsturz der polygonale Aufbau des Turmes wiederhergestellt.

## Architektur
Im Untergeschoss des Turmes befindet sich der Chor, der flach gedeckt ist. Am Chorturm sind noch Reste von Schießscharten zu erkennen. An der südlichen Seite befindet sich ein Spitzbogenfenster mit Maßwerk in Form eines Vierpasses und darüber ein Rundfenster. Der Turm wird von einem achtseitigen spitzen Helm bekrönt.
Ein runder Chorbogen trennt den Chor vom flach gedeckten Langhaus. Im Westen befindet sich die Empore und im Süden das rundbogige Portal.